# Chemnitz
Chemnitz (lužičkosrpski: Kamjenica) grad je na istoku Njemačke, u saveznoj pokrajini Saskoj. Chemnitz je treći grad po veličini u Saskoj i značajan industrijski centar. U doba Istočne Njemačke zvao se Karl-Marx-Stadt (grad Karla Marxa).

## Povijest
Na području grada u ranom je srednjem vijeku nastalo slavensko naselje Kamienica. Godine 1143. osnovan je benediktinski samostan. Oko samostana se formirao grad kojem je car Fridrik I. Barbarossa 1170. dao prava slobodnog kraljevskog grada. Od srednjeg se vijeka u gradu razvija proizvodnja tekstila u kojoj je radila trećina stanovništva. U 19. stoljeću grad postaje značajan industrijski centar (zvan "Saski Manchester"). Postojala je i rafinerija nafte. Grad je pretrpio jako bombardiranje u Drugom svjetskom ratu, u savezničkoj operaciji Thunderclap 1945., u sklopu koje su bombardirani saski gradovi Leipzig, Dresden i Chemnitz.
Nakon rata, grad je postao dio Istočne Njemačke, u kojoj se sporo obnavljao, zgrade su se gradile u socijalističkom stilu. Godine 1953. grad je preimenovan u Karl-Marx-Stadt i to je ime zadržao do pada komunizma i ujedinjenja Njemačke 1990. Nakon ujedinjenja, grad se brže gospodarski razvijao od ostatka bivše Istočne Njemačke, te je nakon 2000. Chemnitz među njemačkim gradovima s najvišom stopom gospodarskog razvitka. Problem je izrazito niska stopa rodnosti; smatra se da Chemnitz ima najnižu stopu rodnosti na svijetu.

## Zemljopis
Chemnitz je, uz Leipzig i Dresden, jedan od najvećih gradova Saske. Nalazi se u blizini granice s Češkom, u saskoj rudarsko-industrijskoj regiji u podnožju Rudne gore (njem. Erzgebirge), koja je vrlo bogata rudama i temelj je industrijskog razvoja. Kroz grad protječe rijeka Chemnitz.

## Znamenitosti
S obzirom na to da se grad zvao Karl-Marx-Stadt, najvažnije turističke znamenitosti vezane su uz socijalističku povijest grada i bivše Istočne Njemačke. Turiste najviše privlači velika bista Karla Marxa koja i danas postoji u gradu. Značajna je stara gradska vijećnica s renesansnim portalom. Postoji muzej industrije koji je dio zaštićene Europske industrijske baštine (ERIH). Godine 2007. u bivšoj je zgradi banke otvoren muzej Gunzenhauser.

## Poznate osobe
- Alexander Gauland (1941.), njemački pravnik, publicist i političar

## Vanjske poveznice
- Službena stranica (njem.) (engl.)

### Ostali projekti
|  | Zajednički poslužitelj ima još gradiva o temi Chemnitz |